# Bo Zhang
Bo Zhang (?-26 juin 184) est un officier des Turbans jaunes, lors de la fin de la dynastie Han en Chine antique. Suivant le chef de secte Zhang Jiao, il participa à la Rébellion des Turbans jaunes à travers le pays avec le reste des partisans de la Voie de la Paix. Il combattit Huangfu Song et Zhu Jun des Forces Impériales à He Nan, et périt.